# Stora Enbärsmyrtjärnen
Stora Enbärsmyrtjärnen är en sjö i Vansbro kommun i Dalarna och ingår i Norrströms huvudavrinningsområde.